# Eurovizijos 2017
Eurovizijos dainų konkurso nacionalinė atranka 2017 fand vom 7. Januar bis zum 11. März 2017 statt und war der litauische Vorentscheid für den Eurovision Song Contest 2017 in Kiew (Ukraine). Sieger wurde die Band Fusedmarc mit ihrem Lied Rain of Revolution.

## Format

### Konzept
Wie schon in den vergangenen Jahren ging der Vorentscheid Eurovizijos dainų konkurso nacionalinė atranka wieder über mehrere Sendungen. Dazu blieb auch das Abstimmungsverfahren im Vergleich zu den Vorjahren gleich. In jeder Sendung bestimmte zu 50 % das Televoting und zu 50 % eine Jury die besten Beiträge pro Sendung. Der jeweils erste Platz im Televoting erhielt, wie beim Eurovision Song Contest, 12 Punkte, der zweite 10 Punkte und der dritte 8 Punkte, bis runter zu einem Punkt für den zehnten Platz. Dasselbe galt für das Juryvoting. Aus den vier Heats mit insgesamt 49 Beiträgen qualifizierten sich jeweils sechs Künstler für das Achtelfinale. Die verbliebenen 24 Teilnehmer traten in zwei Achtelfinalen erneut gegeneinander an. Aus diesen qualifizierten sich jeweils acht Teilnehmer für die beiden Viertelfinalsendungen. Dort sangen die Künstler um jeweils vier Plätze für das Halbfinale. Aus dem Halbfinale qualifizierten sich sechs der acht Beiträge für das Finale. Bevor das Finale stattfand, fand eine Online Wildcard-Runde statt, wo ein weiterer Finalteilnehmer aus den ausgeschiedenen Teilnehmern aus dem Halbfinale und der Plätze fünf und sechs der Viertelfinale ermittelt wurde. Im Finale wurde anschließend der Beitrag Litauens für den Eurovision Song Contest 2017 bestimmt.

### Beitragswahl
Vom 12. Oktober 2016 bis zum 1. Dezember 2016 konnten bei LRT Beiträge eingereicht werden. Am 28. Dezember gab LRT die 51 teilnehmenden Künstler auf einer Pressekonferenz bekannt. Zwei Tage vor dem vierten Heat zogen sich zwei für diesen bestimmten Künstler aus dem Wettbewerb zurück.

## Heats
Alle vier Heats wurden schon vor der eigentlichen Ausstrahlung an dem jeweiligen Dienstag oder Mittwoch vorher aufgenommen. Die Jury stimmte jeweils schon beim Dreh der Sendung ab, das Televoting erst am Tag der Ausstrahlung.

### Heat 1
Heat 1 fand am 7. Januar 2017 statt. Zwölf Teilnehmer traten hier gegeneinander an. Die Jury bestand aus Neda Malūnavičiūtė, Sigutė Stonytė, Darius Užkuraitis und Ramūnas Zilnys.
| Platz | Startnr. | Interpret                     | Lied Musik (M) und Text (T)                                                               | Sprache   | Übersetzung (Inoffiziell)            | Jury Punkte | Zuschauer                  | Zuschauer | Gesamt |
| Platz | Startnr. | Interpret                     | Lied Musik (M) und Text (T)                                                               | Sprache   | Übersetzung (Inoffiziell)            | Jury Punkte | Stimmen (Televoting & SMS) | Punkte    | Gesamt |
| ----- | -------- | ----------------------------- | ----------------------------------------------------------------------------------------- | --------- | ------------------------------------ | ----------- | -------------------------- | --------- | ------ |
| 01.   | 12       | Edgaras Lubys                 | Could It Be? M/T: Edgaras Lubys                                                           | Englisch  | Kann das sein?                       | 12          | 505                        | 10        | 22     |
| 02.   | 6        | Sasha Son                     | Never Felt Like This Before M/T: Dmitri Schawrow, Caleb Sutton, Justin Marcellina         | Englisch  | So habe ich mich noch nie gefühlt    | 10          | 438                        | 8         | 18     |
| 03.   | 3        | Paula                         | Let U Go M/T: Gytis Valickas                                                              | Englisch  | Dich gehen lassen                    | 5           | 821                        | 12        | 17     |
| 04.   | 4        | Golden Monkeys                | Septyni dievai M/T: Vilius Krivickas, Edvinas Gurevičius                                  | Litauisch | Sieben Götter                        | 7           | 423                        | 7         | 14     |
| 05.   | 11       | Otreya                        | Last Two Weeks M/T: Ugnė Kudlaitė                                                         | Englisch  | Letzte zwei Wochen                   | 6           | 390                        | 6         | 12     |
| 06.   | 9        | Benas Malakauskas             | Rolling M/T: Jonas Talandis, Kristupas Bubnelis                                           | Englisch  | Rollen                               | 8           | 284                        | 4         | 12     |
| 07.   | 10       | Tadas Rimgaila & Samanta Tīna | Tavo oda M/T: Stanislaw Stawizki                                                          | Litauisch | Deine Haut                           | 2           | 290                        | 5         | 7      |
| 08.   | 5        | Augustė Vedrickaitė           | It’s Not Over (Not to Me) M/T: Augustė Vedrickaitė, Edgaras Žaltauskas, Kasparas Meginis  | Englisch  | Es ist nicht vorbei (nicht für mich) | 3           | 257                        | 3         | 6      |
| 09.   | 8        | Audrius Petrauskas            | Shine Like Gold M/T: David Sneddon, Simon Gitsels, Ashley Hicklin                         | Englisch  | Glänzen wie Gold                     | 5           | 228                        | 1         | 6      |
| 10.   | 7        | Dagna Kondratavičiūtė         | Feel It M/T: Kasparas Meginis, Edgaras Žaltauskas, Dagna Kondratavičiūtė, Alina Gadeikytė | Englisch  | Fühle es                             | 4           | 172                        | 0         | 4      |
| 11.   | 1        | Justin3                       | Streets of Vilnius M/T: Justinas Stanislovaitis                                           | Englisch  | Straßen von Vilnius                  | 1           | 244                        | 2         | 3      |
| 12.   | 2        | Rūta Andruškevičiūtė          | The Way to Your Heaven M/T: José Juan Santana Rodríguez, Samuel Bugia Garrido             | Englisch  | Der Weg zu deinem Himmel             | 0           | 98                         | 0         | 0      |

 Kandidat hat sich für das Achtelfinale qualifiziert.

### Heat 2
Heat 2 fand am 14. Januar 2017 statt. 13 Teilnehmer traten hier gegeneinander an. Die Jury bestand aus Justė Arlauskaitė, Kazimieras Šiaulys, Darius Užkuraitis und Ramūnas Zilnys.
| Platz | Startnr. | Interpret             | Lied Musik (M) und Text (T)                                     | Sprache   | Übersetzung (Inoffiziell) | Jury Punkte | Zuschauer                  | Zuschauer | Gesamt |
| Platz | Startnr. | Interpret             | Lied Musik (M) und Text (T)                                     | Sprache   | Übersetzung (Inoffiziell) | Jury Punkte | Stimmen (Televoting & SMS) | Punkte    | Gesamt |
| ----- | -------- | --------------------- | --------------------------------------------------------------- | --------- | ------------------------- | ----------- | -------------------------- | --------- | ------ |
| 01.   | 7        | Mia                   | Sacrifice M/T: Michael James Down, Will Taylor                  | Englisch  | Opfern                    | 12          | 500                        | 10        | 22     |
| 02.   | 12       | Kotryna Juodzevičiūtė | Love Shadow M/T: Kaspars Ansons, Ashley Hicklin, Nicolas Moulin | Englisch  | Liebesschatten            | 7           | 525                        | 12        | 19     |
| 03.   | 4        | Gabrielius Vagelis    | Feel Myself Free M/T: Gabrielius Vagelis                        | Englisch  | Ich fühle mich frei       | 8           | 384                        | 7         | 15     |
| 04.   | 13       | Valdas Lacko          | It’s So Unfair M/T: Paulius Jasiūnas, Monika Rotomskytė         | Englisch  | Es ist so ungerecht       | 6           | 451                        | 8         | 14     |
| 05.   | 5        | Ieva Zasimauskaitė    | You Saved Me M/T: Ąžuolas Paulauskas                            | Englisch  | Du hast mich gerettet     | 10          | 361                        | 3         | 13     |
| 06.   | 1        | E.G.O.                | My Story M/T: Karolis Šliažas, Vaida Kalkauskaitė               | Englisch  | Meine Geschichte          | 5           | 377                        | 6         | 11     |
| 07.   | 2        | Monee                 | Nnn M/T: Elena Jurgaitytė, Viktorija Šatkutė                    | Englisch  | –                         | 3           | 376                        | 5         | 8      |
| 08.   | 9        | Rasa Kaušiūtė         | Fly M/T: Rasa Kaušiūtė                                          | Englisch  | Fliegen                   | 5           | 339                        | 2         | 7      |
| 09.   | 6        | Rugilė Daujotaitė     | Perkūne ugniaveidi M/T: Tomas Zdanavičius, Rugilė Daujotaitė    | Litauisch | Feuerwanddonner           | 2           | 362                        | 4         | 6      |
| 10.   | 10       | Gabrielė Vilkickytė   | Jūra M/T: Gabrielė Vilkickytė, Kristupas Jasiulionis            | Litauisch | Meer                      | 4           | 313                        | 1         | 5      |
| 11.   | 11       | Lawreigna             | Freedom M/T: Philip Bloom                                       | Englisch  | Freiheit                  | 1           | 85                         | 0         | 1      |
| 12.   | 3        | Varjetė               | My Story M/T: Ylva Persson, Linda Persson                       | Englisch  | Meine Geschichte          | 0           | 306                        | 0         | 0      |
| 13.   | 8        | Deividas Žygas        | Only You M/T: Deividas Žygas                                    | Englisch  | Nur du                    | 0           | 42                         | 0         | 0      |

 Kandidat hat sich für das Achtelfinale qualifiziert.

### Heat 3
Heat 3 fand am 21. Januar 2017 statt. 13 Teilnehmer traten hier gegeneinander an. Die Jury bestand aus Justė Arlauskaitė, Sigutė Stonytė, Darius Užkuraitis und Ramūnas Zilnys.
| Platz | Startnr. | Interpret                                  | Lied Musik (M) und Text (T)                                                | Sprache  | Übersetzung (Inoffiziell)          | Jury Punkte | Zuschauer                  | Zuschauer | Gesamt |
| Platz | Startnr. | Interpret                                  | Lied Musik (M) und Text (T)                                                | Sprache  | Übersetzung (Inoffiziell)          | Jury Punkte | Stimmen (Televoting & SMS) | Punkte    | Gesamt |
| ----- | -------- | ------------------------------------------ | -------------------------------------------------------------------------- | -------- | ---------------------------------- | ----------- | -------------------------- | --------- | ------ |
| 01.   | 13       | Greta Zazza                                | Like I Love You M/T: Jonas Thander                                         | Englisch | Wie ich dich liebe                 | 12          | 648                        | 10        | 22     |
| 02.   | 9        | Gytis Ivanauskas                           | Get Frighten M/T: Marius Narbutis, Andrius Kauklys                         | Englisch | Erschrecken                        | 8           | 699                        | 12        | 20     |
| 03.   | 11       | Vidas Bareikis & Ieva Zasimauskaitė        | I Love My Phone M/T: Vidas Bareikis                                        | Englisch | Ich liebe mein Telefon             | 7           | 619                        | 8         | 15     |
| 04.   | 2        | Fusedmarc                                  | Rain of Revolution M/T: Viktorija Ivanovskaja, Denis Zujev, Michail Levin  | Englisch | Regen der Revolution               | 10          | 401                        | 5         | 15     |
| 05.   | 1        | Gražvydas                                  | Paint the Sky Blue M/T: Peter Karlsson                                     | Englisch | Male den Himmel blau               | 6           | 518                        | 7         | 13     |
| 06.   | 8        | Milda Martinkėnaitė & Saulenė Chlevickaitė | Paperheart M/T: Alan Roy Scott, Dillon Dixon, Jonas Brogger Filtenborg     | Englisch | Papierherz                         | 5           | 485                        | 6         | 11     |
| 07.   | 5        | Strėlės                                    | Bastard M/T: Anna Polukord, Jekaterina Pranevič                            | Englisch | –                                  | 6           | 361                        | 4         | 10     |
| 08.   | 3        | Marius Petrauskas                          | She’s My Universe M/T: Roel van Velzen, Robin P. Francesco, Ashley Hicklin | Englisch | Sie ist mein Universum             | 3           | 320                        | 3         | 6      |
| 09.   | 7        | Vilija Matačiūnaitė                        | I See the Lights M/T: Vilija Matačiūnaitė, Viktoras Vaupšas                | Englisch | Ich sehe die Lichter               | 4           | 307                        | 1         | 5      |
| 10.   | 12       | Erika Astrauskaitė                         | No More M/T: Justinas Stanislovaitis                                       | Englisch | Nicht mehr                         | 3           | 314                        | 2         | 5      |
| 11.   | 10       | HIT                                        | I Wanna Love You Tonight M/T: Karolis Šliažas, Vaida Kalkauskaitė          | Englisch | Ich möchte dich heute Nacht lieben | 3           | 233                        | 0         | 3      |
| 12.   | 6        | Virgis Valuntonis                          | Victorious M/T: Georgios Kalpakidis, Jonas Gladnikoff, Sara Ljunggren      | Englisch | Siegreich                          | 0           | 134                        | 0         | 0      |
| 13.   | 4        | Dovydas Petrošius                          | Love is Free M/T: Leonid Gutkin, Ashley Hicklin                            | Englisch | Liebe ist frei                     | 0           | 111                        | 0         | 0      |

 Kandidat hat sich für das Achtelfinale qualifiziert.

### Heat 4
Heat 4 fand am 28. Januar 2017 statt. Elf Teilnehmer traten hier gegeneinander an. Die Jury bestand aus Povilas Meškėla, Gintaras Rinkevičius, Darius Užkuraitis und Ramūnas Zilnys.
| Platz | Startnr. | Interpret           | Lied Musik (M) und Text (T)                                    | Sprache  | Übersetzung (Inoffiziell)          | Jury Punkte | Zuschauer                  | Zuschauer | Gesamt |
| Platz | Startnr. | Interpret           | Lied Musik (M) und Text (T)                                    | Sprache  | Übersetzung (Inoffiziell)          | Jury Punkte | Stimmen (Televoting & SMS) | Punkte    | Gesamt |
| ----- | -------- | ------------------- | -------------------------------------------------------------- | -------- | ---------------------------------- | ----------- | -------------------------- | --------- | ------ |
| 01.   | 11       | Aistė Pilvelytė     | I’m Like a Wolf M/T: Aminata Savadogo, Kaspars Ansons          | Englisch | Ich bin wie ein Wolf               | 12          | 1.016                      | 12        | 24     |
| 02.   | 7        | Alanas Chošnau      | 7 Days M/T: Alanas Chošnau, Marco Lo Russo                     | Englisch | 7 Tage                             | 10          | 495                        | 8         | 18     |
| 03.   | 9        | Queens of Roses     | Fisherman M/T: Christopher Wortley, Mahan Moin, Kaspars Ansons | Englisch | Fischer                            | 5           | 567                        | 10        | 15     |
| 04.   | 8        | Valerija Iljinaitė  | You Made Me Glow M/T: Hans Olov Furberg, Karolina Furberg      | Englisch | Du hast mich zum Strahlen gebracht | 7           | 353                        | 6         | 13     |
| 05.   | 4        | Neringa Šiaudikytė  | Running Out Of Time M/T: Vytautas Bikus                        | Englisch | Die Zeit läuft ab                  | 8           | 169                        | 4         | 12     |
| 06.   | 3        | Evaldas Vaikasas    | Fire Kisses M/T: Ashley Hicklin, Kim Nowak-Zorde, Soren Pagh   | Englisch | Feuerküsse                         | 3           | 413                        | 7         | 10     |
| 07.   | 6        | Shiny Raia          | All You M/T: Rasa Vaštakaitė                                   | Englisch | Alle                               | 6           | 123                        | 2         | 8      |
| 08.   | 10       | Audrius Janonis     | Run M/T: Georgios Kalpakidis, Mickey Huskic, Nikos Sofis       | Englisch | Laufen                             | 2           | 217                        | 5         | 7      |
| 09.   | 2        | Julija Jegorova     | Higher M/T: Fabian Ruben, Lars E. Carlsson                     | Englisch | Höher                              | 4           | 142                        | 3         | 7      |
| 10.   | 1        | Elvina Milkauskaitė | Try M/T: Becky Jerams, Malin Johansson, Vallo Kikas            | Englisch | Versuchen                          | 1           | 83                         | 1         | 2      |
| 11.   | 5        | Vlad Max            | I’ll Never Let You Down M/T: Alexander Blackford Silver Darter | Englisch | Ich werde dich nie im Stich lassen | 0           | 56                         | 0         | 0      |

 Kandidat hat sich für das Achtelfinale qualifiziert.

## Achtelfinale
Beide Achtelfinale wurden bereits vor der eigentlichen Ausstrahlung an dem jeweiligen Dienstag vorher aufgenommen. Die Jury stimmte jeweils schon beim Dreh der Sendung ab, das Televoting erst am Tag der Ausstrahlung.

### Erstes Achtelfinale
Das erste Achtelfinale fand am 4. Februar 2017 statt. Zwölf Teilnehmer traten hier gegeneinander an. Die Jury bestand aus Nomeda Kazlaus, Gintaras Rinkevičius, Darius Užkuraitis und Ramūnas Zilnys.
| Platz | Startnr. | Interpret                                  | Lied Musik (M) und Text (T)                                               | Sprache  | Übersetzung (Inoffiziell) | Jury Punkte | Zuschauer                  | Zuschauer | Gesamt |
| Platz | Startnr. | Interpret                                  | Lied Musik (M) und Text (T)                                               | Sprache  | Übersetzung (Inoffiziell) | Jury Punkte | Stimmen (Televoting & SMS) | Punkte    | Gesamt |
| ----- | -------- | ------------------------------------------ | ------------------------------------------------------------------------- | -------- | ------------------------- | ----------- | -------------------------- | --------- | ------ |
| 01.   | 7        | Gytis Ivanauskas                           | Get Frighten M/T: Marius Narbutis, Andrius Kauklys                        | Englisch | Erschrecken               | 7           | 1.032                      | 12        | 19     |
| 02.   | 6        | Ieva Zasimauskaitė                         | You Saved Me M/T: Ąžuolas Paulauskas                                      | Englisch | Du hast mich gerettet     | 12          | 510                        | 6         | 18     |
| 03.   | 11       | Fusedmarc                                  | Rain of Revolution M/T: Viktorija Ivanovskaja, Denis Zujev, Michail Levin | Englisch | Regen der Revolution      | 10          | 592                        | 7         | 17     |
| 04.   | 9        | Paula                                      | Let U Go M/T: Gytis Valickas                                              | Englisch | Dich gehen lassen         | 7           | 980                        | 10        | 17     |
| 05.   | 10       | Gražvydas                                  | Paint the Sky Blue M/T: Peter Karlsson                                    | Englisch | Male den Himmel blau      | 5           | 689                        | 8         | 13     |
| 06.   | 4        | Edgaras Lubys                              | Could It Be? M/T: Edgaras Lubys                                           | Englisch | Kann das sein?            | 8           | 472                        | 4         | 12     |
| 07.   | 12       | Gabrielius Vagelis                         | Feel Myself Free M/T: Gabrielius Vagelis                                  | Englisch | Ich fühle mich frei       | 6           | 506                        | 5         | 11     |
| 08.   | 1        | E.G.O.                                     | My Story M/T: Karolis Šliažas, Vaida Kalkauskaitė                         | Englisch | Meine Geschichte          | 2           | 442                        | 3         | 5      |
| 09.   | 2        | Benas Malakauskas                          | Rolling M/T: Jonas Talandis, Kristupas Bubnelis                           | Englisch | Rollen                    | 4           | 141                        | 0         | 4      |
| 10.   | 5        | Milda Martinkėnaitė & Saulenė Chlevickaitė | Paperheart M/T: Alan Roy Scott, Dillon Dixon, Jonas Brogger Filtenborg    | Englisch | Papierherz                | 1           | 438                        | 2         | 3      |
| 11.   | 8        | Valdas Lacko                               | It’s So Unfair M/T: Paulius Jasiūnas, Monika Rotomskytė                   | Englisch | Es ist so ungerecht       | 2           | 302                        | 1         | 3      |
| 12.   | 3        | Otreya                                     | Last Two Weeks M/T: Ugnė Kudlaitė                                         | Englisch | Letzte zwei Wochen        | 3           | 295                        | 0         | 3      |

 Kandidat hat sich für das Viertelfinale qualifiziert.

### Zweites Achtelfinale
Das zweite Achtelfinale fand am 11. Februar 2017 statt. Zwölf Teilnehmer traten hier gegeneinander an. Die Jury bestand aus Vytautas Lukočius, Povilas Meškėla, Darius Užkuraitis und Ramūnas Zilnys.
| Platz | Startnr. | Interpret                           | Lied Musik (M) und Text (T)                                                       | Sprache   | Übersetzung (Inoffiziell)          | Jury Punkte | Zuschauer                  | Zuschauer | Gesamt |
| Platz | Startnr. | Interpret                           | Lied Musik (M) und Text (T)                                                       | Sprache   | Übersetzung (Inoffiziell)          | Jury Punkte | Stimmen (Televoting & SMS) | Punkte    | Gesamt |
| ----- | -------- | ----------------------------------- | --------------------------------------------------------------------------------- | --------- | ---------------------------------- | ----------- | -------------------------- | --------- | ------ |
| 01.   | 5        | Aistė Pilvelytė                     | I’m Like a Wolf M/T: Aminata Savadogo, Kaspars Ansons                             | Englisch  | Ich bin wie ein Wolf               | 12          | 1.158                      | 12        | 24     |
| 02.   | 4        | Greta Zazza                         | Like I Love You M/T: Jonas Thander                                                | Englisch  | Wie ich dich liebe                 | 10          | 757                        | 8         | 18     |
| 03.   | 10       | Kotryna Juodzevičiūtė               | Love Shadow M/T: Kaspars Ansons, Ashley Hicklin, Nicolas Moulin                   | Englisch  | Liebesschatten                     | 7           | 451                        | 7         | 14     |
| 04.   | 8        | Queens of Roses                     | Fisherman M/T: Christopher Wortley, Mahan Moin, Kaspars Ansons                    | Englisch  | Fischer                            | 3           | 924                        | 10        | 13     |
| 05.   | 1        | Sasha Son                           | Never Felt Like This Before M/T: Dmitri Schawrow, Caleb Sutton, Justin Marcellina | Englisch  | So habe ich mich noch nie gefühlt  | 10          | 350                        | 2         | 12     |
| 06.   | 12       | Mia                                 | Sacrifice M/T: Michael James Down, Will Taylor                                    | Englisch  | Opfern                             | 6           | 448                        | 6         | 12     |
| 07.   | 2        | Valerija Iljinaitė                  | You Made Me Glow M/T: Hans Olov Furberg, Karolina Furberg                         | Englisch  | Du hast mich zum Strahlen gebracht | 6           | 440                        | 5         | 11     |
| 08.   | 3        | Alanas Chošnau                      | 7 Days M/T: Alanas Chošnau, Marco Lo Russo                                        | Englisch  | 7 Tage                             | 8           | 257                        | 1         | 9      |
| 09.   | 9        | Vidas Bareikis & Ieva Zasimauskaitė | I Love My Phone M/T: Vidas Bareikis                                               | Englisch  | Ich liebe mein Telefon             | 4           | 417                        | 4         | 8      |
| 10.   | 7        | Neringa Šiaudikytė                  | Running Out Of Time M/T: Vytautas Bikus                                           | Englisch  | Die Zeit läuft ab                  | 5           | 111                        | 0         | 5      |
| 11.   | 11       | Golden Monkeys                      | Septyni dievai M/T: Vilius Krivickas, Edvinas Gurevičius                          | Litauisch | Sieben Götter                      | 2           | 352                        | 3         | 5      |
| 12.   | 6        | Evaldas Vaikasas                    | Fire Kisses M/T: Ashley Hicklin, Kim Nowak-Zorde, Soren Pagh                      | Englisch  | Feuerküsse                         | 1           | 223                        | 0         | 1      |

 Kandidat hat sich für das Viertelfinale qualifiziert.

## Viertelfinale
Die beiden Viertelfinale wurden bereits vor der eigentlichen Ausstrahlung am 15. und 17. Februar aufgenommen. Die Jury stimmte jeweils schon beim Dreh der Sendung ab, das Televoting erst am Tag der Ausstrahlung. Ab dem Viertelfinale kam erstmals neben einer nationalen, auch eine internationale Jury zum Einsatz.

### Erstes Viertelfinale
Das erste Viertelfinale fand am 18. Februar 2017 statt. Acht Teilnehmer traten hier gegeneinander an. Die nationale Jury bestand aus Nomeda Kazlaus, Darius Užkuraitis, Ramūnas Zilnys und Gediminas Zujus, die internationale Jury aus Sean-Poul de Fré Gress, Denis Ingoldsby und Will Wells.
| Platz | Startnr. | Interpret          | Lied Musik (M) und Text (T)                                                       | Sprache  | Übersetzung (Inoffiziell)         | Jury            | Jury                | Jury   | Jury   | Zuschauer                  | Zuschauer | Gesamt |
| Platz | Startnr. | Interpret          | Lied Musik (M) und Text (T)                                                       | Sprache  | Übersetzung (Inoffiziell)         | Litauische Jury | Internationale Jury | Gesamt | Punkte | Stimmen (Televoting & SMS) | Punkte    | Gesamt |
| ----- | -------- | ------------------ | --------------------------------------------------------------------------------- | -------- | --------------------------------- | --------------- | ------------------- | ------ | ------ | -------------------------- | --------- | ------ |
| 01.   | 6        | Aistė Pilvelytė    | I’m Like a Wolf M/T: Aminata Savadogo, Kaspars Ansons                             | Englisch | Ich bin wie ein Wolf              | 12              | 6                   | 18     | 10     | 1.711                      | 12        | 22     |
| 02.   | 8        | Sasha Son          | Never Felt Like This Before M/T: Dmitri Schawrow, Caleb Sutton, Justin Marcellina | Englisch | So habe ich mich noch nie gefühlt | 7               | 12                  | 19     | 12     | 989                        | 6         | 18     |
| 03.   | 3        | Greta Zazza        | Like I Love You M/T: Jonas Thander                                                | Englisch | Wie ich dich liebe                | 10              | 8                   | 18     | 10     | 1.132                      | 8         | 18     |
| 04.   | 1        | Ieva Zasimauskaitė | You Saved Me M/T: Ąžuolas Paulauskas                                              | Englisch | Du hast mich gerettet             | 8               | 5                   | 13     | 7      | 1.002                      | 7         | 14     |
| 05.   | 5        | Gytis Ivanauskas   | Get Frighten M/T: Marius Narbutis, Andrius Kauklys                                | Englisch | Erschrecken                       | 3               | 4                   | 7      | 4      | 1.539                      | 10        | 14     |
| 06.   | 7        | Edgaras Lubys      | Could It Be? M/T: Edgaras Lubys                                                   | Englisch | Kann das sein?                    | 6               | 10                  | 16     | 8      | 503                        | 5         | 13     |
| 07.   | 2        | E.G.O.             | My Story M/T: Karolis Šliažas, Vaida Kalkauskaitė                                 | Englisch | Meine Geschichte                  | 5               | 7                   | 12     | 6      | 462                        | 4         | 10     |
| 08.   | 4        | Gražvydas          | Paint the Sky Blue M/T: Peter Karlsson                                            | Englisch | Male den Himmel blau              | 4               | 4                   | 8      | 5      | 420                        | 3         | 8      |

 Kandidat hat sich für das Halbfinale qualifiziert.

### Zweites Viertelfinale
Das zweite Viertelfinale fand am 25. Februar 2017 statt. Acht Teilnehmer traten hier gegeneinander an. Die nationale Jury bestand aus Dalia Ibelhauptaitė, Nomeda Kazlaus, Darius Užkuraitis und Ramūnas Zilnys, die internationale Jury aus Denis Ingoldsby, Sacha Jean-Baptiste und Will Wells.
| Platz | Startnr. | Interpret             | Lied Musik (M) und Text (T)                                               | Sprache  | Übersetzung (Inoffiziell)          | Jury            | Jury                | Jury   | Jury   | Zuschauer                  | Zuschauer | Gesamt |
| Platz | Startnr. | Interpret             | Lied Musik (M) und Text (T)                                               | Sprache  | Übersetzung (Inoffiziell)          | Litauische Jury | Internationale Jury | Gesamt | Punkte | Stimmen (Televoting & SMS) | Punkte    | Gesamt |
| ----- | -------- | --------------------- | ------------------------------------------------------------------------- | -------- | ---------------------------------- | --------------- | ------------------- | ------ | ------ | -------------------------- | --------- | ------ |
| 01.   | 7        | Fusedmarc             | Rain of Revolution M/T: Viktorija Ivanovskaja, Denis Zujev, Michail Levin | Englisch | Regen der Revolution               | 12              | 5                   | 17     | 10     | 1.777                      | 12        | 22     |
| 02.   | 3        | Gabrielius Vagelis    | Feel Myself Free M/T: Gabrielius Vagelis                                  | Englisch | Ich fühle mich frei                | 10              | 12                  | 22     | 12     | 1.082                      | 8         | 20     |
| 03.   | 2        | Paula                 | Let U Go M/T: Gytis Valickas                                              | Englisch | Dich gehen lassen                  | 6               | 10                  | 16     | 8      | 1.365                      | 10        | 18     |
| 04.   | 5        | Kotryna Juodzevičiūtė | Love Shadow M/T: Kaspars Ansons, Ashley Hicklin, Nicolas Moulin           | Englisch | Liebesschatten                     | 8               | 8                   | 16     | 8      | 1.072                      | 7         | 15     |
| 05.   | 6        | Mia                   | Sacrifice M/T: Michael James Down, Will Taylor                            | Englisch | Opfern                             | 5               | 7                   | 12     | 7      | 502                        | 4         | 11     |
| 06.   | 4        | Queens of Roses       | Fisherman M/T: Christopher Wortley, Mahan Moin, Kaspars Ansons            | Englisch | Fischer                            | 4               | 6                   | 10     | 5      | 1.009                      | 6         | 11     |
| 07.   | 1        | Alanas Chošnau        | 7 Days M/T: Alanas Chošnau, Marco Lo Russo                                | Englisch | 7 Tage                             | 7               | 3                   | 10     | 5      | 850                        | 5         | 10     |
| 08.   | 8        | Valerija Iljinaitė    | You Made Me Glow M/T: Hans Olov Furberg, Karolina Furberg                 | Englisch | Du hast mich zum Strahlen gebracht | 7               | 4                   | 11     | 6      | 477                        | 3         | 9      |

 Kandidat hat sich für das Halbfinale qualifiziert.

## Halbfinale
Das Halbfinale fand am 4. März 2017 statt. Aufgenommen wurde die Sendung bereits am 28. Februar. Acht Teilnehmer traten hier gegeneinander an. Die nationale Jury bestand aus Dalia Ibelhauptaitė, Povilas Meškėla, Darius Užkuraitis, und Ramūnas Zilnys, die internationale Jury aus Denis Ingoldsby, Sacha Jean-Baptiste und Will Wells.
| Platz | Startnr. | Interpret             | Lied Musik (M) und Text (T)                                                       | Sprache  | Übersetzung (Inoffiziell)         | Jury            | Jury                | Jury   | Jury   | Zuschauer                  | Zuschauer | Gesamt |
| Platz | Startnr. | Interpret             | Lied Musik (M) und Text (T)                                                       | Sprache  | Übersetzung (Inoffiziell)         | Litauische Jury | Internationale Jury | Gesamt | Punkte | Stimmen (Televoting & SMS) | Punkte    | Gesamt |
| ----- | -------- | --------------------- | --------------------------------------------------------------------------------- | -------- | --------------------------------- | --------------- | ------------------- | ------ | ------ | -------------------------- | --------- | ------ |
| 01.   | 6        | Fusedmarc             | Rain of Revolution M/T: Viktorija Ivanovskaja, Denis Zujev, Michail Levin         | Englisch | Regen der Revolution              | 12              | 7                   | 19     | 12     | 2.379                      | 12        | 24     |
| 02.   | 4        | Aistė Pilvelytė       | I’m Like a Wolf M/T: Aminata Savadogo, Kaspars Ansons                             | Englisch | Ich bin wie ein Wolf              | 10              | 4                   | 14     | 6      | 2.257                      | 10        | 16     |
| 03.   | 7        | Gabrielius Vagelis    | Feel Myself Free M/T: Gabrielius Vagelis                                          | Englisch | Ich fühle mich frei               | 5               | 12                  | 17     | 10     | 1.464                      | 5         | 15     |
| 04.   | 5        | Kotryna Juodzevičiūtė | Love Shadow M/T: Kaspars Ansons, Ashley Hicklin, Nicolas Moulin                   | Englisch | Liebesschatten                    | 8               | 8                   | 16     | 8      | 1.593                      | 7         | 15     |
| 05.   | 3        | Paula                 | Let U Go M/T: Gytis Valickas                                                      | Englisch | Dich gehen lassen                 | 4               | 10                  | 14     | 6      | 2.048                      | 8         | 14     |
| 06.   | 8        | Greta Zazza           | Like I Love You M/T: Jonas Thander                                                | Englisch | Wie ich dich liebe                | 7               | 8                   | 15     | 7      | 1.509                      | 6         | 13     |
| 07.   | 1        | Sasha Son             | Never Felt Like This Before M/T: Dmitri Schawrow, Caleb Sutton, Justin Marcellina | Englisch | So habe ich mich noch nie gefühlt | 6               | 6                   | 12     | 5      | 1.118                      | 3         | 8      |
| 08.   | 2        | Ieva Zasimauskaitė    | You Saved Me M/T: Ąžuolas Paulauskas                                              | Englisch | Du hast mich gerettet             | 3               | 5                   | 8      | 4      | 1.121                      | 4         | 8      |

 Kandidat hat sich für das Finale qualifiziert.

## Online Wildcard-Runde
Am 6. März 2017 fand eine Wildcard-Runde statt, die einem bereits ausgeschiedenen Künstler die Teilnahme am Finale ermöglichte. Pro IP konnte eine Stimme abgegeben werden.
| Platz | Interpret          | Lied                        | Stimmen |
| ----- | ------------------ | --------------------------- | ------- |
| 1.    | Gytis Ivanauskas   | Get Frighten                | 7.495   |
| 2.    | Sasha Son          | Never Felt Like This Before | 5.755   |
| 3.    | Ieva Zasimauskaitė | You Saved Me                | 2.014   |
| 4.    | Edgaras Lubys      | Could It Be?                | 1.735   |
| 5.    | Mia                | Sacrifice                   | 800     |
| 6.    | Queens of Roses    | Fisherman                   | 598     |

 Kandidat hat sich für das Finale qualifiziert.

## Finale
Das Finale fand am 11. März 2017 statt. Die verbliebenen sieben Teilnehmer traten hier gegeneinander an. Die Jury bestand aus vier litauischen Mitgliedern – Dalia Ibelhauptaitė, Nomeda Kazlaus, Donny Montell und Kazimieras Šiaulys – und drei internationalen Mitgliedern – Peter Freudenthaler, Denis Ingoldsby und Lauris Reiniks.
| Platz | Startnr. | Interpret             | Lied Musik (M) und Text (T)                                               | Sprache  | Übersetzung (Inoffiziell) | Jury    | Jury   | Zuschauer                  | Zuschauer | Gesamt |
| Platz | Startnr. | Interpret             | Lied Musik (M) und Text (T)                                               | Sprache  | Übersetzung (Inoffiziell) | Stimmen | Punkte | Stimmen (Televoting & SMS) | Punkte    | Gesamt |
| ----- | -------- | --------------------- | ------------------------------------------------------------------------- | -------- | ------------------------- | ------- | ------ | -------------------------- | --------- | ------ |
| 01.   | 4        | Fusedmarc             | Rain of Revolution M/T: Viktorija Ivanovskaja, Denis Zujev, Michail Levin | Englisch | Regen der Revolution      | 72      | 12     | 15.324                     | 12        | 24     |
| 02.   | 5        | Aistė Pilvelytė       | I’m Like a Wolf M/T: Aminata Savadogo, Kaspars Ansons                     | Englisch | Ich bin wie ein Wolf      | 52      | 8      | 14.438                     | 10        | 18     |
| 03.   | 7        | Kotryna Juodzevičiūtė | Love Shadow M/T: Kaspars Ansons, Ashley Hicklin, Nicolas Moulin           | Englisch | Liebesschatten            | 69      | 10     | 4.309                      | 7         | 17     |
| 04.   | 6        | Gytis Ivanauskas      | Get Frighten M/T: Marius Narbutis, Andrius Kauklys                        | Englisch | Erschrecken               | 30      | 4      | 5.356                      | 8         | 12     |
| 05.   | 2        | Gabrielius Vagelis    | Feel Myself Free M/T: Gabrielius Vagelis                                  | Englisch | Ich fühle mich frei       | 49      | 7      | 2.223                      | 4         | 11     |
| 06.   | 3        | Greta Zazza           | Like I Love You M/T: Jonas Thander                                        | Englisch | Wie ich dich liebe        | 48      | 6      | 3.225                      | 5         | 11     |
| 07.   | 1        | Paula                 | Let U Go M/T: Gytis Valickas                                              | Englisch | Dich gehen lassen         | 44      | 5      | 4.240                      | 6         | 11     |